# Омега
Вижте пояснителната страница за други значения на Омега.
Омега (главна буква Ω, малка буква ω) е 24-тата буква от гръцката азбука. В гръцката бройна система с тази буква се означава 800.
Името на буквата означава „Голямо О“ и в старогръцки език се произнася като дълго /о/, в новогръцки – като обикновено о.
Главната буква Ω се използва като символ за:
- Ом, единица за съпротивление в международната система за единици; в миналото използвана наобратно (℧) като означение за мо, стара единица за проводимост (днес сименс, S).

Малката буква ω се използва като символ за:
- Ъглова скорост във физиката.
- Аритметична функция в теорията на числата.